# Karl von Linden

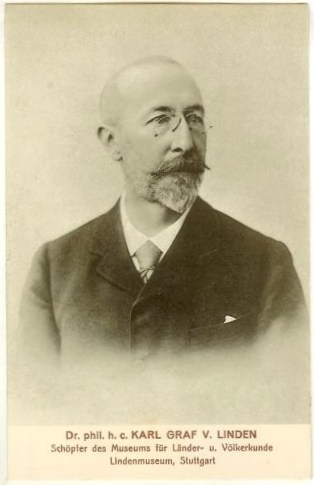
Karl von Linden

Karl Heinrich Graf von Linden (* 28. Mai 1838 in Ulm; † 15. Januar 1910 in Stuttgart) war der Mitgründer des heute nach ihm benannten Museums für Länder- und Völkerkunde (Linden-Museum) in Stuttgart und Mäzen des Museums.

## Leben
Karl von Linden stammte aus der Familie Linden. Er war einer von fünf Söhnen aus der zweiten Ehe des Grafen Edmund von Linden (1798–1865) mit Freyin Wilhelmine Fuchs von Bimbach und Dornheim. Nach dem Abitur am Gymnasium in Ulm studierte er Rechtswissenschaft und Volkswirtschaft in Tübingen und wurde während seines Staatsdienstes Hofmarschall und Kammerherr von Karl Friedrich Alexander von Württemberg.
Seine Ehefrau Maria Elisabeth Bech (* 26. Juni 1847 in New York) heiratete er am 8. Mai 1877, sie ist 1914 verstorben. Die Ehe blieb kinderlos.
Ein Jahr vor seiner Pensionierung 1886 wurde er Mitglied des Württembergischen Verein für Handelsgeographie und 1887 Mitglied im Ausschuss. Von 1889 bis zu seinem Tode 1910 war er Vorsitzender des Ausschusses.
Karl von Linden prägte den Sammlungsaufbau des heutigen Linden-Museums in Stuttgart. Seine Sammlungsaktivitäten waren eng mit kolonialen Eroberungen und Plünderungen verbunden, wobei er seine Kontakte und Einflussnahme nutzte, um wichtige Objekte des afrikanischen Kulturerbes zu erbeuten.

## Auszeichnungen
- 1873: Komturkreuz II. Klasse des hessischen Verdienstordens Philipps des Großmütigen
- 1877: Ehrenritterkreuz des Ordens der Württembergischen Krone[3]
- 1889: Komturkreuz II. Klasse des württembergischen Friedrichs-Ordens
- 1902: Komturkreuz I. Klasse des württembergischen Friedrichs-Ordens
- 1910: Ehrendoktorwürde durch die Landesuniversität Tübingen[4]